# Big Sandy (Texas)
Big Sandy é uma cidade  localizada no estado norte-americano de Texas, no Condado de Upshur.

## Demografia
Segundo o censo norte-americano de 2000, a sua população era de 1288 habitantes. 
Em 2006, foi estimada uma população de 1351, um aumento de 63 (4.9%).

## Geografia
De acordo com o United States Census Bureau tem uma área de 
4,3 km², dos quais 4,2 km² cobertos por terra e 0,1 km² cobertos por água. Big Sandy localiza-se a aproximadamente 128 m acima do nível do mar.

## Localidades na vizinhança
O diagrama seguinte representa as localidades num raio de 20 km ao redor de Big Sandy. 